# Confine tra Angola e Repubblica Democratica del Congo
Il confine tra l'Angola e la Repubblica Democratica del Congo ha una lunghezza 2646 km e va dall'Oceano Atlantico a ovest, fino al triplice confine con lo Zambia a sud-est.

## Geografia

L'enclave di Cabinda, alla foce del fiume Congo.

Il confine tra i due paesi è costituito da due diversi segmenti:
- Il segmento principale è a sud-ovest della Repubblica Democratica del Congo. Inizia verso est nella triplice frontiera che forma il confine Angola-Repubblica democratica del Congo-Zambia. Quindi segue un percorso irregolare contrassegnato da diversi angoli retti prima di raggiungere il porto congolese di Matadi situato sul fiume Congo, che sfocia nell'Oceano Atlantico a nord-ovest;
- La parte più piccola del confine che separa l'enclave angolana di Cabinda dalla Repubblica Democratica del Congo non è lontana: si trova a circa 20 km a nord della foce del Congo, e si estende alla triplice frontiera che forma il confine Angola-Repubblica democratica del Congo-Repubblica del Congo.

## Storia
Il confine emerse durante l'epoca coloniale quando l'Angola (che i portoghesi avevano cominciato a esplorare a partire dal XV secolo) e il Congo rientravano rispettivamente sotto la sfera di influenza portoghese e belga. La spartizione dell'Africa che culminò nella Conferenza di Berlino del 1884 riconobbe al re Leopoldo II del Belgio il titolo di capo di Stato sovrano dell'Associazione internazionale del Congo, divenuto in seguito Stato Libero del Congo. L'amministrazione dello Stato libero del Congo venne rilevata dal governo belga nel 1908.
Un confine iniziale venne delimitato il 14 febbraio 1885 tramite una convenzione nel settore di Cabinda, nell'entroterra dalla foce del fiume Congo e al fiume Kwango. La convenzione concedeva il riconoscimento da parte dell'Associazione Internazionale del Congo delle rivendicazioni portoghesi a Cabinda mentre il Portogallo garantiva all'Associazione Internazionale del Congo uno stretto corridoio di terra fino alla costa.
Un gran numero di accordi di confine furono firmati nei decenni successivi. Una convenzione tra il Portogallo e lo Stato libero del Congo firmata a Bruxelles il 25 maggio 1891, ridelimitò parzialmente il settore di Cabinda, e stabilì in modo più dettagliato il confine nel settore del fiume Congo. Un secondo trattato fu firmato dal Portogallo e dallo Stato libero del Congo a Lisbona delimitando le loro rispettive sfere di sovranità nella regione di Lunda dal Kwango tra lo spartiacque Congo - Zambesi e il 24º meridiano.
Il settore di Cabinda fu delimitato secondo un processo verbale firmato da una commissione paritetica a Cabinda il 17 luglio 1900 e fu approvato da un protocollo firmato a Bruxelles il 5 luglio 1913 , consentendo l'attuale allineamento a eccezione di un segmento a breve distanza a est di Noqui dove una piccola area fu ceduta dal Portogallo al Belgio in uno scambio di territori il 22 luglio 1927 per facilitare la costruzione di una ferrovia tra Matadi e Leopoldville Una controversia relativa al fiume Kasai e il Lago Dilolo venne risolta da uno scambio di note tra il Belgio e il Portogallo il 30 aprile 1910 e il 2 giugno 1910.
Un accordo relativo alle procedure da seguire nella demarcazione del confine tra il triplice confine della Rhodesia settentrionale (Zambia) e la sorgente del Cassamba venne firmato a Lisbona il 14 gennaio 1914. La sezione centrale Kwango-Kasai fu delimitata sul terreno nel 1923. e ulteriori aggiustamenti furono effettuati nelle regioni di Matadi e Dilolo nel luglio 1927.
In seguito alla decolonizzazione il Congo belga ottenne l'indipendenza (come Repubblica del Congo, in seguito ribattezzata Repubblica Democratica del Congo) il 30 giugno 1960. La colonia dell'Angola, che divenne una provincia d'oltremare del Portogallo nel 1951, ottenne l'indipendenza nel 1975.

## Attraversamenti al confine

### Angola
- Tando Zinze
- Chimbuande
- Soyo
- Sumba
- Sacandica
- Cuango
- Swa-Kibula
- Caingo
- Sangoia
- Chiluage
- Cubacatanda
- Tambue
- Luao
- Cafungo
- Caianda

### Repubblica Democratica del Congo
- Luali
- Banana
- Boma
- Matadi
- Kikuati
- Kasongo Lunda
- Sefu
- Nzadi-Muari
- Tembo
- Kitamga
- Makongo
- Bandangongo
- Mwenilunga
- Sandambi
- Cangombe
- Sambembe
- Safuji
- Dilolo
- Dumba
- Mukosai